# 17. Golden Globe-gála
A 17. Golden Globe-gálára 1960. március 10-én került sor, az 1959-ben mozikba, vagy képernyőkre került amerikai filmeket, illetve televíziós sorozatokat díjazó rendezvényt a kaliforniai Beverly Hillsben, a Beverly Hilton Hotelben tartották meg.
A 17. Golden Globe-gálán Bing Crosby vehette át a Cecil B. DeMille-életműdíjat.

## Filmes díjak
A nyertesek félkövérrel jelölve.
| Legjobb filmes díjak | Legjobb filmes díjak |
| Legjobb filmdráma | Legjobb vígjáték |
| --- | --- |
| - Ben-Hur - Egy gyilkosság anatómiája - Anna Frank naplója - Egy apáca története - Az utolsó part                                                                                     | - Van, aki forrón szereti - But Not for Me - Fehérnemű hadművelet - Párnacsaták - Who Was That Lady?                                                                                      |
| Legjobb zenés film | |
| - Porgy és Bess - Öt penny - Li'l Abner - Say One for Me - A Private's Affair | |
| Legjobb filmes alakítások (filmdráma) | |
| Színész | Színésznő |
| - Anthony Franciosa – Career - Richard Burton – Dühöngő ifjúság - Charlton Heston – Ben-Hur - Fredric March – Az utolsó szerelem - Joseph Schildkraut – Anna Frank naplója            | - Elizabeth Taylor – Az utolsó nyár - Audrey Hepburn – Egy apáca története - Katharine Hepburn – Az utolsó nyár - Lee Remick – Egy gyilkosság anatómiája - Simone Signoret – Hely a tetőn |
| Legjobb filmes alakítások (vígjáték vagy zenés film) | |
| Színész | Színésznő |
| - Jack Lemmon – Van, aki forrón szereti - Clark Gable – But Not for Me - Cary Grant – Fehérnemű hadművelet - Dean Martin – Who Was That Lady? - Sidney Poitier – Porgy és Bess        | - Marilyn Monroe – Van, aki forrón szereti - Dorothy Dandridge – Porgy és Bess - Doris Day – Párnacsaták - Shirley MacLaine – Kérd bármelyik lányt - Lilli Palmer – But Not for Me        |
| Legjobb mellékszereplők (filmdráma, vígjáték vagy zenés film) | |
| Színész | Színésznő |
| - Stephen Boyd – Ben-Hur - Fred Astaire – Az utolsó part - Tony Randall – Párnacsaták - Robert Vaughn – The Young Philadelphians - Joseph Welch – Egy gyilkosság anatómiája           | - Susan Kohner – Látszatélet - Edith Evans – Egy apáca története - Estelle Hemsley – Take a Giant Step - Juanita Moore – Látszatélet - Shelley Winters – Anna Frank naplója               |
| Az év felfedezettje | |
| Színész | Színésznő |
| - Barry Coe - Troy Donahue - George Hamilton - James Shigeta - Michael Callan | - Angie Dickinson - Janet Munro - Stella Stevens - Tuesday Weld - Diane Baker |
| Egyéb | |
| Legjobb rendező | Legjobb film a nemzeti összefogásban |
| - William Wyler – Ben-Hur - Stanley Kramer – Az utolsó part - Otto Preminger – Egy gyilkosság anatómiája - George Stevens – Anna Frank naplója - Fred Zinnemann – Egy apáca története | - Anna Frank naplója - Egy apáca története - Odds Against Tomorrow - Az utolsó part - Take a Giant Step                                                                                   |
| Legjobb eredeti filmzene | Legjobb idegen nyelvű film |
| - Ernest Gold – Az utolsó part | - Fekete Orfeusz – Franciaország - Kagi – Japán - A híd – Nyugat-Németország - A nap vége – Svédország - Csodagyerekek – Nyugat-Németország                                               |
| Henriatta-díj | |
| - Doris Day - Rock Hudson | |

## Különdíjak

### Cecil B. DeMille-életműdíj
A Cecil B. DeMille-életműdíjat Bing Crosby vehette át.

### Samuel Goldwyn-díj
- Hely a tetőn

### Különleges díj
- Andrew Marton - Ben-Hur
- Francis X. Bushman
- Ramon Novarro

### Különleges érdemdíj újságíróknak
- Hedda Hopper
- Louella Parsons

### Különleges díj televíziós teljesítményért
- Edward R. Murrow

## Fordítás
Ez a szócikk részben vagy egészben  a(z)   17th Golden Globe Awards című angol Wikipédia-szócikk fordításán alapul.  Az eredeti cikk szerkesztőit annak laptörténete sorolja fel. Ez a jelzés csupán a megfogalmazás eredetét és a szerzői jogokat jelzi, nem szolgál a cikkben szereplő információk forrásmegjelöléseként.